# Бертон Альбион
«Бе́ртон А́льбион» (полное название — Футбольный клуб «Бертон Альбион»; англ. Burton Albion Football Club, английское произношение: ['bɜ:tn 'ælbɪən 'futbɔ:l klʌb]) — английский профессиональный футбольный клуб из города Бертон-апон-Трент в графстве Стаффордшир. Образован в 1950 году. Домашние матчи проводит на стадионе «Пирелли». Основные цвета клуба — чёрно-жёлтые.
Выступает в Лиге 1, третьем по значимости дивизионе в системе футбольных лиг Англии.
Прозвище команды — «пивовары» (англ. Brewers) — отражает богатую историю пивоварения в Бертон-апон-Тренте.

## История
Ранее Бертон-апон-Трент представляло несколько футбольных клубов — «Бертон Свифтс», «Бертон Уондерерс», «Бертон Юнайтед», «Бертон Таун». На данный момент все эти клубы не существуют. «Бертон Альбион» (прозвище которого, «пивовары», было дано из-за того, что пивоварение — одна из основных отраслей промышленности Бертона) был сформирован в 1950 году, и вошёл в Лигу Бирмингема и окрестностей.
«Альбионцы» начали своё существование в основании литейного завода на Веллингтонской улице, но маленький двор не позволял проводить матчи и нужно было искать более удобную арену. Стадион «Итон Парк» был построен в 1958 году, а официальное открытие состоялось 20 сентября, совпадая с их выходом в Южную Футбольную лигу. Клуб проводил домашние матчи на этом стадионе до 2005 года, после чего этот стадион был разрушен.
«Итон Парк» был демонтирован, поскольку клуб только что закончил постройку нового стадиона, стоимостью £7,2 миллионов фунтов. Новый стадион расположен напротив бывшего стадиона и был назван «Пирелли», поскольку расположен недалеко от фабрики в Бертоне. Стадион вмещает 6912 зрителей. Первый матч клуб провёл на новом стадионе против «Честер Сити» в субботу 16 июля 2005 года.
Самым известным результатом стал матч в Кубке Англии против «Манчестер Юнайтед» завершившийся вничью со счётом 0:0. Он состоялся 8 января 2006 года. В переигровке выиграл клуб из Манчестера 5:0 (Саа 7, Росси 23,90, Ричардсон 52, Гиггз 68). Эту игру посетило рекордное число болельщиков «пивоваров», на «Олд Траффорд» собралось более 11 тысяч поклонников клуба.

## Достижения
- Лига 1
  - Второе место: 2015/16
- Лига 2
  - Победитель: 2014/15
- Национальная Конференция
  - Победитель: 2008/09
- Северная Премьер-лига
  - Победитель: 2001/02
- Трофей ФА
  - Финалист: 1986/87

## Символика

### Форма

#### Домашняя
| 2009/10 | 2010/11 | 2011/12 | 2013/14 | 2016/17 | 2017/18 | 2018/19 | 2020/21 | 2021/22 |

#### Гостевая
| 2009/10 | 2010/11 | 2013/14 | 2014/15 | 2016/17 | 2018/19 | 2020/21 | 2021/22 |